# Pteris sumatrana
Pteris sumatrana är en kantbräkenväxtart som beskrevs av Bak. Pteris sumatrana ingår i släktet Pteris och familjen Pteridaceae. Inga underarter finns listade.